# Schirin Kretschmann
Schirin Kretschmann (* 1980 in Karlsruhe) ist eine zeitgenössische deutsche Künstlerin und Professorin für Malerei und Grafik an der Akademie der Bildenden Künste München.

## Leben
Schirin Kretschmann absolvierte ihr Studium der Kunsterziehung und Freien Kunst an der Staatlichen Akademie der Bildenden Künste Karlsruhe sowie an der ENPEG „La Esmeralda“ in Mexico-Stadt. Zusätzlich hat sie Germanistik an der Albert-Ludwigs-Universität Freiburg studiert. 2022 promovierte sie in Philosophie an der Bauhaus-Universität Weimar zum Thema Malerei im erweiterten Handlungsgefüge im Rekurs auf Barnett Newman und Hélio Oiticica.
Im Laufe ihrer Karriere hat sie Arbeiten für öffentliche Räume sowie für internationale Galerien und Institutionen entwickelt, darunter das Kunstmuseum Stuttgart, der Kunstverein Hannover, das Museum für konkrete Kunst Ingolstadt, das Bündner Kunstmuseum Chur, das Kunsthaus Baselland, die Tianjin Academy of Fine Arts, der Kunstverein Freiburg, der Kunstverein Salzburg und das Centro de Arte Contemporáneo Quito.
Schirin Kretschmann wurde für ihre Arbeit vielfach ausgezeichnet, unter anderem von der Studienstiftung des Deutschen Volkes, der Kunststiftung Baden-Württemberg, der Stiftung Kunstfonds, der SNF-Doktorandenförderung/eikones Institut für Bildkritik der Universität Basel, BS-Projects - Niedersächsisches Ministerium für Wissenschaft und Kultur sowie dem Mathilde-Planck-Lehrauftragsprogramm LaKof BW.
Heute lebt und arbeitet Schirin Kretschmann in Berlin und München.

## Werk
Schirin Kretschmann bewegt sich in ihrer ästhetischen Forschung zwischen installativer Malerei und prozessualen Werkformen. Dabei setzt sie das malerische Handeln in Verbindung mit wissenschaftlichen Erkenntnis- und Rechercheprozessen.

## Ausstellungen (Auswahl)

### Einzelausstellungen
- 2011: Nomadic Competences, Kunsthaus Baselland, Basel
- 2012: Insomnia but Salsa, Museum Goch
- 2014: Kunstmuseum Stuttgart
- 2016: True Blue, Kunstverein Nürtingen, Nürtingen
- 2018: „45cbm“, Kunsthalle Baden-Baden
- 2018: “Labor”, Studioraum 45cbm, Staatliche Kunsthalle Baden-Baden

### Gruppenausstellungen
- 2012: Präparat Bergsturz – Konservierte Bewegung, Bündner Kunstmuseum Chur
- 2013: „Der zweite Blick“, Städtische Galerie Nordhorn
- 2014: „Einknicken oder Kante zeigen. Die Kunst der Faltung“, Museum für konkrete Kunst, Ingolstadt
- 2015: „Ricette d’Artista. Zwischen Kunst und Küche“, Kunsthaus Meran, Italien
- 2015: „Überschönheit“, Salzburger Kunstverein; Salzburg, Österreich
- 2016: Rompeflasche, Centro de Arte Contemporáneo de Quito, Ecuador
- 2016: “Process, Performance, Presence”, Kunstverein Braunschweig, Braunschweig
- 2017: TRUNK, Malerische Positionen kuratiert von Sebastian Dannenberg, Kunstverein Lüneburg
- 2017: PRODUKTION. made in germany drei, Kunstverein Hannover
- 2017: Port25 meets B-Seite, Port25 Raum für Gegenwartskunst Mannheim
- 2020: „On the Quiet“, MAC Museum für Zeitgenössische Kunst, Santiago de Chile
- 2020: „On the Quiet“, Kunsthalle Mannheim
- 2022: spielzeit #1, Museum Morsbroich